# Gion matsuri
Gion matsuri (祇園祭), est une fête qui se déroule à Kyōto, au Japon.
Cette fête fut instaurée en 869 comme un rite pour lutter contre la peste et autres catastrophes naturelles qui ravageaient la région.
Elle est l'un des trois grands festivals du Japon avec Tenjin matsuri et Kanda matsuri. Depuis 2009, les 33 grands chars de la 1re processus (saki-matsuri) sont reconnus à l'UNESCO comme patrimoine culturel immatériel de l’humanité sous le titre "Yama, Hoko, Yatai, festivals de chars au Japon".

## Histoire
La principale rivière de Kyōto, la Kamo-gawa, était sujette à de violentes crues pendant la saison des pluies au mois de juin : par la suite ses eaux stagnaient et étaient la cause d'épidémies en été, qui faisaient de nombreuses victimes. À l’époque, on pensait que les catastrophes naturelles (crues, séismes, tsunamis, éruptions volcaniques) étaient causées par les malédictions des âmes de morts brutales : c’est ainsi que le Gion Matsuri est né, étant à l’origine un goryō-e (御霊会, rite d’exorcisme et d’apaisement des âmes courroucées) du sanctuaire Gion-jinja, aujourd'hui le Yasaka-jinja. Quand la capitale revint à Kyoto à l’époque de Muromachi (1336-1573), les fabricants de saké et les financiers commençaient à former l’élite montante du commerce et de l’industrie. Pour le Gion Matsuri, chaque quartier tenait à présenter son char pour faire étalage de son abondance et de sa richesse.

## Festivités
Le 17 juillet, jour du Shinkōsai (神幸祭), trois divinités sont déplacées en palanquin jusqu’à un o-tabisho (お旅所) où ils résident jusqu'au 24 juillet, jour de la fête du Kankôsai (還幸祭) où ils retournent alors dans leur sanctuaire. Les processions de chars se divisent en deux événements, l’un le 17 juillet pour inviter les dieux à sortir (saki-matsuri 前祭), et le 24 juillet pour remercier les dieux de leur visite (ato-matsuri 後祭). La deuxième procession ne se tenait plus à partir de 1966, mais elle a été reprise en 2014.
Avant les processions, tous les quartiers traditionnels sont illuminés et décorés avec des lanternes, des tentures et des bannières de fleurs. La nuit du 16 au 17 juillet s'appelle yoiyama (宵山). Pendant les deux nuits précédentes, appelées yoiyoiyama (宵々山) le 15 juillet et yoiyoiyoiyama (宵々々山) le 14 juillet, les rues sont réservées aux piétons et les vendeurs ambulants s'y installent. On peut visiter certains des 23 chars de la procession à venir pour un prix d'entrée ou à l'achat de produits reliés au festival. On peut les diviser en deux catégories : les yama, surmontés d'un pin et sont occupés par des mannequins représentant des personnages légendaires, et les hoko, plus hauts, surmontés d'un objet de métal (naginata, croissant de lune) et occupés par les musiciens, les deux servant à attirer l'attention des dieux,. De la même manière, il y a un yoiyama de moindre envergure du 21 au 23 juillet pour les 11 chars du ato-matsuri qui participeront à la procession du 24 juillet.
La grande procession du saki-matsuri, le Yamaboko Junkō (山鉾巡行) du 17 juillet, débute au sanctuaire Yasaka, près du quartier de Gion. A lieu alors un véritable défilé de 23 chars appelés yamaboko (山鉾), accompagnés d'ensembles de flûtes, de tambours et de gongs nommés Gion-bayashi. Le premier char s'appelle Naginata-hoko et il transporte un enfant maquillé, le chigo ("enfant immature") qui sortira du char tout à la fin de la procession, porté sur les épaules d'un homme.
Les trois moments les plus spectaculaires sont ceux où chaque char tourne à angle droit au coin d’une rue, appelé tsujimawashi (辻廻し, virage aux carrefours). Comme les essieux des chars ne sont pas directionnels, il faut les faire pivoter à 90° en disposant des bambous mouillés sous les roues pour leur permettre de glisser.
On peut apercevoir des geiko et des maiko sur le seuil de leur maison lors de ce festival.

## Dans la culture populaire

### Littérature
Dans son roman Kyoto, paru au Japon en 1962, l'écrivain japonais Yasunari Kawabata évoques les festivités de Gion matsuri.